# Momentum 1 Day Cup 2015/16
Der Momentum 1 Day Cup 2015/16 war die 35. Austragung der nationalen List A Cricket-Meisterschaft in Südafrika. Der Wettbewerb wurde zwischen dem 9. Oktober 2015 und 28. Februar 2016 zwischen den sechs südafrikanischen First-Class-Franchises ausgetragen. Im Finale konnten sich die Lions mit 8 Wickets gegen die Cape Cobras durchsetzen.

## Format
Die sechs Mannschaften spielten in einer Gruppe jeweils zweimal gegen jedes andere Team. Für einen Sieg gibt es vier Punkte, für ein Unentschieden oder No Result zwei und für eine Niederlage keinen Punkt. Ein Bonuspunkt wird vergeben, wenn bei einem Sinn die eigene Runzahl die des Gegners um das 1,25-fache übersteigt. Des Weiteren ist es möglich, dass Mannschaften Punkte abgezogen bekommen, wenn sie beispielsweise zu langsam spielen. Der Gruppenerste qualifiziert sich direkt für das Finale, während der Gruppenzweite und -dritte ein Halbfinale bestreiten.

## Resultate

### Gruppenphase
Tabelle
Alle Punktabzüge erfolgten auf Grund zu langsamer Spielweise.
| Teams       | Sp. | S | N | U | R | NR | BP | Ded | Punkte | NRR    |
| ----------- | --- | - | - | - | - | -- | -- | --- | ------ | ------ |
| Cape Cobras | 10  | 7 | 3 | 0 | 0 | 0  | 5  | 0   | 33     | +0.568 |
| Lions       | 10  | 5 | 3 | 0 | 0 | 2  | 2  | 0   | 26     | +0.283 |
| Warriors    | 10  | 5 | 4 | 0 | 0 | 1  | 1  | 0   | 23     | +0.224 |
| Knights     | 10  | 4 | 6 | 0 | 0 | 0  | 2  | 0   | 18     | −0.559 |
| Dolphins    | 10  | 4 | 6 | 0 | 0 | 0  | 2  | 2   | 16     | −0.408 |
| Titans      | 10  | 3 | 6 | 0 | 0 | 1  | 2  | 1   | 15     | +0.039 |

## Halbfinale
| 24. Februar Scorecard | Johannesburg | Warriors 202-8 (41/41)                   | – | Lions 174-2 (29/32) |
|                       |              | Lions gewinnt mit 8 Wickets (D/L method) |   |                     |

## Finale
| 28. Februar Scorecard | Kapstadt | Cape Cobras 169 (42)        | – | Lions 171-2 (33.4) |
|                       |          | Lions gewinnt mit 8 Wickets |   |                    |